# Тривундан
Тривундан, Тривуњдан, Трипундан или Трипуњдан прославља се 14. фебруара (1. фебруара по старом календару), чиме се обележава успомена на Светог Трифуна, на дан његове смрти. Сматра се да је овај светац заштитник винове лозе и виноградарства, па тиме и вина, па га као свог патрона славе виноградари и гостионичари.

## Живот
Овај светац рођен је у трећем веку у селу Кампсада у Фригији, у веома сиромашној породици. Бавио се сеоским пословима, а највише чувањем гусака, али је био веома чврсте и непоколебљиве вере, одан Христовом учењу, па га је Бог обдарио чудотворним даром, да болесне може молитвама да излечи. У Риму је излечио кћерку цара Гордијана, вративши јој изгубљени ум. Све дарове, које је добио од цара, по повратку је разделио сиромасима и наставио да живи у свом селу, молећи се Богу. Када се променио владар Трифун је пао у немилост, дуго и тешко је мучен, а када су коначно хтели да га погубе, издахнуо је на дан 14. фебруара 248. године у својој двадесет првој години.

## Народни обичаји и симболика
На Тривуњдан виноградари одлазе у винограде, орезују по коју лозу и заливају вином по неки чокот. Верује се да ће се тако винограду повратити снага после дугог зимског мртвила, па ће лоза моћи да буја у пролеће.
Због обичаја орезивања винове лозе, у источној Србији Светог Трифуна зову и Орезач или Заризој.
Верује се да Свети Трифун на свој празник пободе у земљу угарак и од тога дана снег почне да се топи. Народ понегде каже: „Триша заб'о угарак у земљу, па зато снег и лед почињу да се топе."
Верује се да ће бити кишна и родна година ако на Тривуњдан падне снег, а ако је ведро – биће сушна.

## Хришћански смисао
Православна црква је установила нарочити молитвени чин који се врши на њивама и баштама ако се догоди штета од инсеката, мишева и других пољских штеточина. При овом чину се узме зејтин из кандила Светог Трифуна и богојављенска водица, па свештеник унакрст шкропи њиву, башту или виноград и чита молитву.

## Празник Светог Трифуна
На Трифундан, 1835. године, на иницијативу драмског писца Јоакима Вујића и новчану помоћ кнеза Милоша Обреновића, у Крагујевцу је основан Књажевско-српски театар, прво позориште у Србији.